# NGC 2656
NGC 2656 ist eine elliptische Galaxie vom Hubble-Typ E-S0 im Sternbild Großer Bär. Sie ist schätzungsweise 612 Millionen Lichtjahre von der Milchstraße entfernt.
Das Objekt wurde am 10. Februar 1831 von John Herschel entdeckt.